# USS Stormes (DD-780)
O USS Stormes (DD-780) foi um Destroyer norte-americano que serviu durante a Segunda Guerra Mundial.

## Comandantes
| Comandante                | Data                      |
| ------------------------- | ------------------------- |
| Cdr. William Naylor Wylie | 27 de Janeiro de 1945 -?? |